# Niko Pepaj
Niko Pepaj (* 6. dubna 1991) je americký herec a model albánského původu, pocházející z města Skadar. Vyrůstal však v americkém Detroitu, odkud se ve 14 letech přestěhoval do jižní Kalifornie. Jeho sestra je modelka Eva Pepaj Lauren.
Středoškolské studium na Canyon Crest Academy v San Diegu zakončil v roce 2009. Vynikal ve sportu – za školní tým hrál baseball, lakros i basketbal. Po škole se přestěhoval do Los Angeles. Jako model se stal tváří několika reklamních kampaní jako PacSun, Super Cuts nebo Sketchers. V roce 2010 účinkoval ve videoklipu zpěvačky Seleny Gomezové „A Year Without Rain“.
Hrál jednu z hlavních postav v hororovém filmu televize MTV Moje super psycho úžasné šestnáctiny 3 (My Super Psycho Sweet 16: Part 3, 2012) jako Nico Velli. Poté následovala role kočovného Frankieho v baletním dramediálním seriálu televize ABC Family Bunheads (2013). Sestru mu zde hrála Jeanine Masonová, vítězka páté řady televizní taneční soutěže So You Think You Can Dance.
V roce 2014 se objevil v epizodní úloze ambiciózního asistenta Paxtona Curtise ve čtvrtém dílu kriminálního seriálu Vražedná práva (How to Get Away with Murder). Byl také přizván ke ztvárnění postavy Sergia od 4. řady komediálního seriálu MTV Nešika (Awkward, 2014–). Původně se v seriálu ucházel o jinou roli, ale producenti mu posléze přidali postavu napsanou na tělo. V létě 2016 dotočil svou již třetí řadu u tohoto seriálu.
V roce 2015 se objevil jako Carl v 7. dílu kriminálního seriálu Bosch či jako Jared ve 23. dílu 2. řady dramatického seriálu Web Atlas.
V roce 2016 točil v jedné z hlavních rolí celovečerního filmu The Recall. Objevil se také jako Michael v pořadu televize Fox složeném z krátkých skečů Party Over Here. V srpnu 2016 byl obsazen do role neprofesionálního, avšak ambiciózního osobního asistenta Leona v seriálu Daytime Divas televize VH1.